# Nathan Mantel
Nathan Mantel (ur. 1 lutego 1919 w Nowym Jorku, zm. 25 maja 2002 w Potomacu) – amerykański statystyk. 
Był jednym ze współtwórców (obok Williama Haenszela i Williama Gemmella Cochrana) statystycznego testu Cochrana–Mantela–Haenszela oraz twórcą testu log-rank (nazywanego też czasami testem Mantela-Coxa).
W latach Mantel 1947–1974 pracował w National Cancer Institute. W instytucji tej jednym z jego współpracowników był epidemiolog William Haenszel.